# کیناز اس۶ ریبوزومی

برخی از وقایعی که حین سیگنالیگ (پیام‌دهی) سلولی رخ می‌دهد و rsk در آن دخیل است.

کیناز اس۶ ریبوزومی (انگلیسی: Ribosomal s6 kinase) یا به‌اختصار «rsk» نام خانواده‌ای از پروتئین کینازها است که در ترارسانی پیام شرکت دارند.
این خانوادهٔ پروتئینی ۲ زیرگروه دارد: p90rsk که با عنوانِ «پروتئین کیناز شمارهٔ ۱ فعال‌شده توسط MAPK» یا (MAPKAP-K1) هم شناخته می‌شود و p70rsk که نام دیگرش «S6-H1 کیناز» یا بطور ساده‌تر «S6 کیناز» است.
در انسان p90rsk سه واریان مختلف دارد که به صورت rsk 1-3 نامگذاری شده‌اند. ژن p90 Rsk-1 بر روی بازوی کوتاه کروموزوم ۱، ژن p90 Rsk-2 بر روی بازوی کوتاه کروموزوم ایکس و ژن p90 Rsk-3 ب روی کروموزوم ۶ قرار گرفته‌اند.
این خانوادهٔ پروتئینی نوعی پروتئین کیناز اختصاصی سرین/ترئونین هستند که توسط «مسیر MAPK/ERK» فعال می‌شوند. دو نوع هومولوگ برای S6 کیناز در پستانداران وجود دارد: S6K1 و S6K2.
مهمترین تفاوت p90rsk با p70rsk آن است که در اولی، ۲ دومِـین پروتئینی غیرمشابه کیناز وجود دارد در حالی که در دومی، فقط ۱ دومِـین پروتئینی کیناز دیده می‌شود.

ساختار دومِـین Rsk که در آن اعداد، به باقیمانده‌های اسید آمینه در پروتئین p90 rsk-1 در موش صحرایی اشاره دارد.

پروتئین‌های Rsk را نخستین بار، دو دانشمند به‌نام‌های اریکسون و میلر در سال ۱۹۸۵ میلادی در تخم قورباغه پنجه‌دار آفریقایی پیدا کردند.